# Hakim Toumi
Pour les articles homonymes, voir Toumi (homonymie).
Hakim Toumi (en arabe : حكيم ﺍﻟﺘﻮﻣﻲ), né le 30 janvier 1961 à Alger, est un athlète algérien, spécialiste du lancer du marteau. 

## Biographie

### Palmarès
| Date | Compétition                | Lieu       | Résultat | Performance |
| ---- | -------------------------- | ---------- | -------- | ----------- |
| 1981 | Coupe du monde des nations | Rome       | 8e       | 59,80 m     |
| 1981 | Championnats du Maghreb    | Alger      | 1er      | 60.74 m     |
| 1983 | Championnats du Maghreb    | Casablanca | 1er      | 67.84 m     |
| 1983 | Championnats du monde      | Helsinki   | qual.    | 65.54 m     |
| 1984 | Championnats d'Afrique     | Rabat      | 1er      | 68,64 m     |
| 1985 | Jeux panarabes             | Rabat      | 1er      | 66.32 m     |
| 1985 | Championnats d'Afrique     | Le Caire   | 1er      | 70,56 m     |
| 1985 | Coupe du monde des nations | Canberra   | 5e       | 69,84 m     |
| 1986 | Championnats du Maghreb    | Tunis      | 1er      | 66.82 m     |
| 1987 | Jeux africains             | Nairobi    | 1er      | 70,10 m     |
| 1988 | Championnats d'Afrique     | Annaba     | 1er      | 69,06 m     |
| 1989 | Championnats d'Afrique     | Lagos      | 1er      | 69,98 m     |
| 1989 | Coupe du monde des nations | Barcelone  | 8e       | 67,62 m     |
| 1990 | Championnats du Maghreb    | Alger      | 1er      | 67.94 m     |
| 1990 | Championnats d'Afrique     | Le Caire   | 3e       | 66,34 m     |
| 1991 | Jeux africains             | Le Caire   | 2e       | 63,12 m     |
| 1992 | Jeux panarabes             | Lattaquié  | 1er      | 68.52 m     |
| 1992 | Championnats d'Afrique     | Maurice    | 1er      | 69,80 m     |
| 1992 | Coupe du monde des nations | La Havane  | 7e       | 68.14 m     |
| 1993 | Championnats d'Afrique     | Durban     | 1er      | 69,82 m     |
| 1993 | Championnats du monde      | Stuttgart  | qual.    | 66.16 m     |
| 1994 | Coupe du monde des nations | Londres    | 7e       | 69,38 m     |
| 1995 | Jeux africains             | Harare     | 1er      | 67,12 m     |
| 1995 | Championnats du monde      | Göteborg   | qual.    | 68.36 m     |
| 1996 | Championnats d'Afrique     | Yaoundé    | 1er      | 69,32 m     |
| 1997 | Championnats du monde      | 'Athènes   | qual.    | 68.32 m     |
| 1997 | Jeux panarabes             | Beyrouth   | 2e       | 67,00 m     |
| 1998 | Championnats d'Afrique     | Dakar      | 2e       | 69,36 m     |

### Records
| Épreuve           | Performance | Lieu  | Date        |
| ----------------- | ----------- | ----- | ----------- |
| Lancer du marteau | 74,76 m     | Alger | 7 août 1998 |